# Rafael Barber
Rafael Barber Rodríguez  (Ayelo de Malferit, Valencia, España, 2 de agosto de 1980) es un exfutbolista español que jugaba como centrocampista. Formado en la cantera del Valencia CF, desarrolló la mayor parte de su carrera en el fútbol profesional entre Primera División Española y Segunda División Española, destacando por su paso por el Recreativo de Huelva, con el que logró el ascenso a Primera en la temporada 2005-06 y disputó 68 partidos en la máxima categoría. También jugó en clubes como U.B Conquense, Xerez CD y SD Huesca, donde se retiró en 2014. Fue internacional con la selección española sub-18.

## Trayectoria
Rafael Barber Rodríguez nació en Aielo de Malferit, en la provincia de Valencia, y comenzó su trayectoria futbolística en las categorías inferiores del Valencia CF. En la temporada 1999-2000 se incorporó al Valencia Mestalla, filial del club, donde jugó hasta el año 2001. Durante su etapa en el filial, participó en dos encuentros amistosos con el primer equipo: el primero el 6 de octubre de 1999 frente al Villarreal, en la Copa Generalitat, y el segundo el 5 de septiembre de 2000 contra el Parma.
Al finalizar su etapa con el conjunto valencianista, continuó su carrera en el Ontinyent CF. Más tarde, en 2002, fichó por la UB Conquense, donde tuvo un papel destacado durante tres temporadas, disputando 110 partidos oficiales y anotando 5 goles. En 2005 recaló en el Recreativo de Huelva. En su primer año logró el ascenso a Primera División tras participar en 37 encuentros y marcar un gol. Su debut en la máxima categoría se produjo el 28 de octubre de 2006 en un partido ante el FC Barcelona. Permaneció en el club andaluz durante cuatro campañas, tres de ellas en Primera División, acumulando un total de 68 partidos oficiales.
Durante la temporada 2009-2010, diversas lesiones redujeron su participación a 20 encuentros, en una campaña en la que el equipo no consiguió el ascenso. En julio de 2010, con 30 años, se incorporó al Xerez CD, también en Segunda División, donde jugó tres temporadas y sumó 49 apariciones. Su último club fue la SD Huesca, en Segunda B, donde jugó 33 partidos y anotó un gol antes de retirarse con 33 años.

## Clubes
| Club                 | País   | Año       |
| -------------------- | ------ | --------- |
| Valencia Mestalla    | España | 1999-2001 |
| Ontinyent CF         | España | 2001-2002 |
| U. B. Conquense      | España | 2002-2005 |
| Recreativo de Huelva | España | 2005-2010 |
| Xerez CD             | España | 2010-2013 |
| SD Huesca            | España | 2013-2014 |

## Títulos
Supercopa de España 1999/01 (Valencia CF)
Segunda división Española 05/06 (Recreativo de Huelva)